# Cabocla (1959)
Cabocla é uma telenovela brasileira produzida e exibida pela TV Rio em 1959. 
Contou com Glauce Rocha e Sebastião Vasconcelos nos papéis de Zuca e Luís Jerônimo.

## Enredo
O amor entre a humilde Zuca (Glauce Rocha) e o rico e inconsequente Jerônimo (Sebastião Vasconcelos), atrapalhado pelo noivo dela, Tobias (Rolando Boldrin).

## Elenco
| Ator/Atriz            | Personagem                 |
| --------------------- | -------------------------- |
| Glauce Rocha          | Zulmira de Oliveira (Zuca) |
| Sebastião Vasconcelos | Jerônimo Vieira Pires      |
| Rolando Boldrin       | Tobias Oliveira Pinto      |